# 乙硅烷基膦
乙硅烷基膦是一种无机化合物，化学式为H5Si2PH2，它可由乙硅烷和磷化氢无声放电得到，或由溴乙硅烷和四膦基铝酸锂反应制得。它可以水解，并放出磷化氢：
2 H5Si2PH2 + H2O → H5Si2OSi2H5 + 2 PH3
它和三氟化硼在低温反应，可以得到氟甲硅烷、磷化氢等产物。